# Le Fou (banda)
Le Fou fue un grupo Hondureño de Rock alternativo y Pop Rock activo a inicios de los años 90, siendo reconocida mayormente por canciones como "Metamorfosis de un deseo" y "Mil veces" las cuales fueron éxitos nacionales, ambas pertenecientes del álbum titulado como "Los años oscuros".

## Etimología
"Le Fou" viene del idioma francés, que quiere decir "El Loco"; no se sabe por qué el grupo decidió usar este nombre, aunque posiblemente este ligado a la opera obra del escritor francés Marcel Landowski del mismo nombre.

## Historia
No se tiene una fecha exacta de cuando se creó el grupo, aunque gracias a la especialista del rock Hondureña Myrna María Barahona y la misma ex vocalista, Ana Zúñiga, se sabe que nació en Tegucigalpa y se estima que su primera vez tocando fue alrededor del año de 1990, muchas de sus primeras presentaciones fueron en la Universidad Nacional Autónoma de Honduras (UNAH) y en bares pertenecientes a los círculos del Rock de la capital Hondureña.
Para 1994 sacan su primer y único álbum de estudio "Los años oscuros", siendo el trabajo más conocido del grupo y varias de sus canciones llegaron a ser transmitidas por cadenas de radio Hondureñas convirtiéndose en éxitos del rock nacional. A pesar de su fama, no dejaron de tocar en ambientes underground capitalinos y sobre todo sus recordados en vivo en los campus de la Universidad anteriormente nombrada. Una de sus presentaciones más famosas sería en el programa X-0 da dinero ese mismo año.

### Separación
Aunque el grupo estaba creciendo en popularidad entre la juventud Hondureña y parecían ser una de las grandes promesas del rock latino, ese año de 1994 este se separa debido a problemas internos entre los integrantes, problemas los cuales los exmiembros del grupo hasta la fecha no han dado explicación alguna del porque sucedió justo en el momento de despegue del grupo. Sin embargo la ex-vocalista Ana Zúñiga decidió hacer un nuevo grupo musical el año siguiente conocido como "Monasterio" en 1995, en donde grabaría un álbum conocido como "Entes astrales".

## Legado y estilo musical
Le Fou es considerada una de las bandas pilares del rock nacional Hondureño y una de las más populares de los años 90 junto a otras bandas como Misioneros, Fusión, La Pared, y el Triángulo de Eva. Sus canciones son recordadas como clásicos llenas de letras poéticas que hacían alegoría a sentimientos de melancolía y soledad, cosa que hizo que muchos jóvenes Hondureños se sintieran identificados. 
Su único álbum de estudio es considerado un pieza de culto entre los coleccionistas, en visto que hasta hace unos años sus casete musicales se creían perdidos hasta hace muy poco cuando su álbum completo fue subido a la plataforma de Youtube. Además la rareza del formato físico de su música se debe a que la banda siempre estuvo muy ligada al escenario undergound de la capital de Honduras. La última presentación en vivo que hizo el grupo a modo de reunión breve fue en 2012 en un festival musical, desde entonces no han vuelto a tener una presentación. 

## Discografía
Álbumes de estudio
- Los Años Oscuros (1994)